# Simhat Torá
| An ebraic | Calendar gregorian |
| --------- | ------------------ |
| 5784      | 7 octombrie 2023   |
| 5785      | 25 octombrie 2024  |
| 5786      | 15 octombrie 2025  |
| 5787      | 4 octombrie 2026   |
| 5788      | 24 octombrie 2027  |

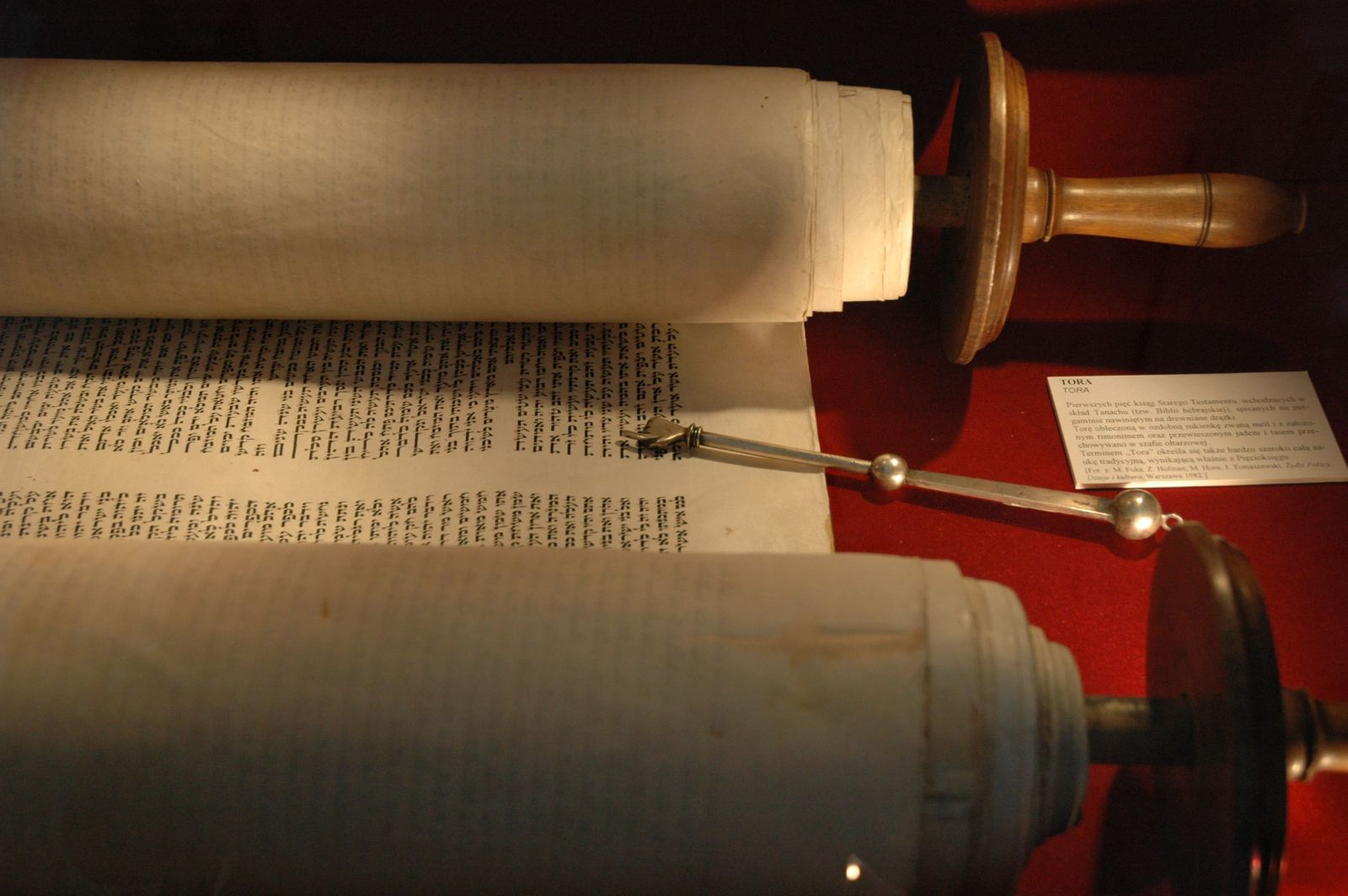
Cele cinci Cărţi lui Moise, numite Torá, scrise pe un sul de pergament denumit Sefer Torá - Cartea Torei. Simhat Torá sărbătorește încheierea ciclului anual de citire

Simhat Torá (în ebraică שִׂמְחַת תּוֹרָה, transliterat: Simhat Torah, în traducere „Bucuria Torei”) este o sărbătoare evreiască, celebrată toamna, în luna tișrei. Festivitatea marchează încheierea ciclului anual de citire a celor cinci cărți ale lui Moise - Tora. 
În Israel are loc în data de 22 tișrei după calendarul ebraic, coincide cu cea de-a opta zi a sărbătorii Sukkot, a Corturilor, sărbătoare biblică numită Shmini Atzeret. În comunitățile evreiești din afara Israelului, adică din „Exil” („Golá” sau Galuyot - "țări de exil") sau Diaspora, ea se sărbătorește în data de 23 tișrei, ziua care urmează celei de a opta zile de Sukkot.
În cursul sărbătorii credincioșii defilează în sinagogă, în jurul estradei de citire -Bimá - cântând și dansând cu Cartea - sulurile de Torá - în brațe.
Spre deosebire de Sukkot și Shmini Atzeret, aminitite mai sus, Simhat Tora e o sărbătoare care nu a fost stabilită în timpurile biblice, ci mai târziu, în Babilonia, de către învățații numiți „Geonim” (la singular Gaon, termen provenit de la cuvantul „geniu”). În acea perioadă, ciclul de citire a Cărților lui Moise a devenit anual, spre deosebire de vremurile mai vechi, când Tora era citită într-un ciclu mai lung de trei ani și jumătate. 
Odată cu răspândirea la toți evreii a ciclului de lectură babilonean, s-a difuzat și obiceiul sărbătorii anuale de Simhat Torá.

## Citirea Torei cu ocazia festivității de Simhat Torá
La Simhat Torá se citește ultima pericopă „VeZot Habrahá” וזאת הברכה din a cincea și ultima carte a Torei, cartea Dvarim (Deuteronomul). Toți membrii obștii, inclusiv copiii, au cinstea de a urca împreună la cititul Torei, de îndată ce s-a încheiat lectura pericopei VeZot Habrahá, și încep să citească prima pericopă Bereshit בראשית, cu care începe cartea Bereshit (Cartea Facerii sau a Genezei) și se reia de la capăt ciclul anual.